# Myroxylon balsamum
Myroxylon balsamum là một loài thực vật có hoa trong họ Đậu. Loài này được (L.) Harms miêu tả khoa học đầu tiên.

## Hình ảnh

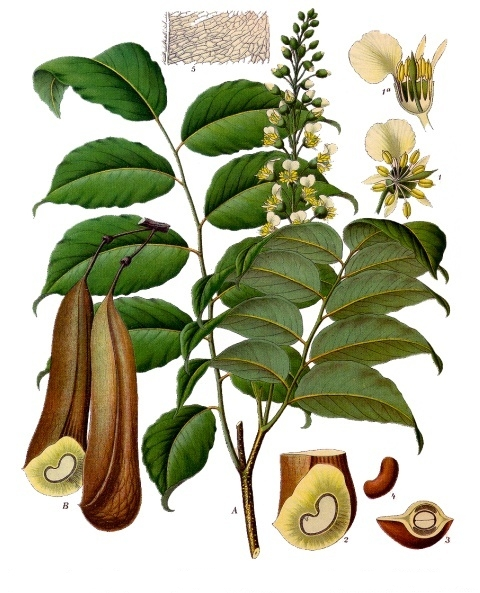
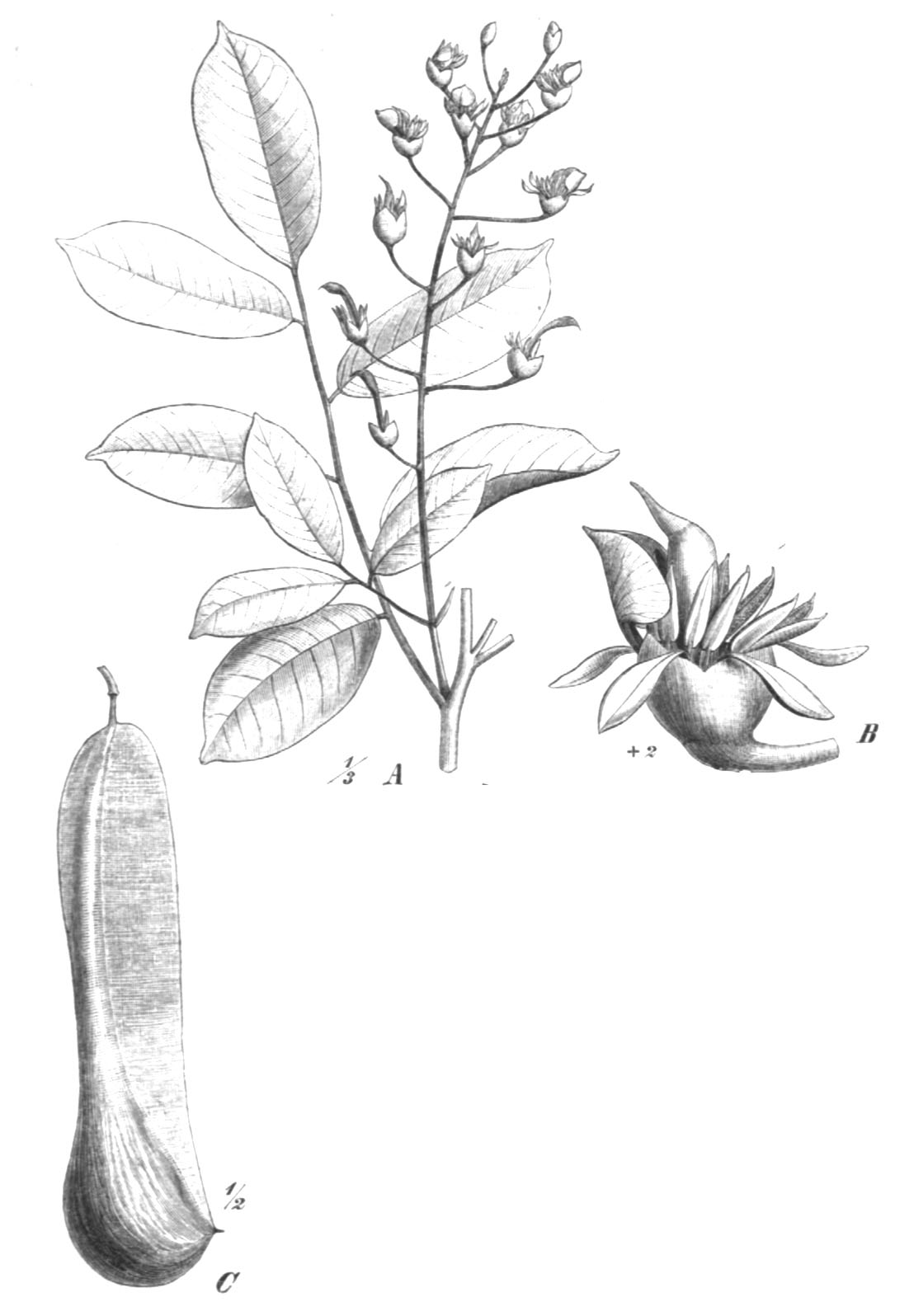